# Quarto Centenário
Quarto Centenário is een gemeente in de Braziliaanse deelstaat Paraná. De gemeente telt 4.881 inwoners (schatting 2009).